# Bluesbreakers
The Bluesbreakers, également connus sous le nom de John Mayall & the Bluesbreakers ou John Mayall's Bluesbreakers, est un groupe pionnier du British blues.

## Histoire
Le groupe est formé par John Mayall début 1963, à son arrivée à Londres, et a toujours été dirigé par lui. Ses membres ne cessent d'évoluer au fil des 50 ans de son existence, en fonction des choix de son leader.
Eric Clapton les rejoint en avril 1965 juste après la sortie du premier album de Mayall. Sa passion pour le blues s'adaptant parfaitement à celle de Mayall, celui-ci le met au premier plan du groupe. Peu de temps avant, le guitariste avait quitté les Yardbirds dont il désapprouvait l'orientation pop. John Mayall and his Blues Breakers enregistrent alors deux singles dont I'm Your Witchdoctor et, surtout, l'album Blues Breakers with Eric Clapton, qui se classe 6e des ventes au Royaume-Uni en juillet 1966, en pleine Beatlemania.
Avant même la sortie de l'album, Clapton et Jack Bruce quittent le groupe pour créer Cream. Clapton est alors remplacé par Peter Green, qui participe à l'album A Hard Road avant de quitter lui aussi le groupe (pour former Fleetwood Mac) avec deux autres musiciens des Bluesbreakers, le bassiste John McVie et le batteur Mick Fleetwood. Enfin, en 1969, le groupe perd son troisième guitariste virtuose Mick Taylor, lorsque celui-ci rejoint les Rolling Stones.
Depuis 2010, le groupe, toujours dirigé par Mayall, est constitué de Rocky Athas (guitare), Jay Davenport (batterie) et Greg Rzab (basse).

## La formation
Parmi leurs membres, les Bluesbreakers ont vu :
- Eric Clapton et Jack Bruce (réunis dans Cream un an plus tard),
- Peter Green, John McVie et Mick Fleetwood (qui formeront Fleetwood Mac),
- Mick Taylor (The Rolling Stones),
- Aynsley Dunbar, Dick Heckstall-Smith (Colosseum), Andy Fraser (Free).

| Période                         | Membres | Principaux albums / Événements |
| ------------------------------- | --- | --- |
| (Janvier 1963 - Mars 1963)      | - John Mayall - chant/claviers/harmonica/guitare - Sammy Prosser - guitare - Davy Graham - guitare - Ricky Brown - basse - Pete Burford - basse - John McVie - basse - Sam Stone - batterie - Brian Mayall - batterie                                                                                                 | |
| (Avril 1963 - Juillet 1963)     | - John Mayall - chant/claviers/harmonica/guitare - Sammy Prosser - guitare - John Gilbey - guitare - John McVie - basse - Keith Robertson -batterie | |
| (Juillet 1963 - Avril 1964)     | - John Mayall - chant/claviers/harmonica/guitare - Bernie Watson - guitare - John McVie - basse - Peter Ward - batterie - Martin Hart - batterie | |
| (Avril 1964 - Avril 1965)       | - John Mayall - chant/claviers/harmonica/guitare - Roger Dean - guitar - John McVie - basse - Hughie Flint - batterie | - John Mayall Plays John Mayall |
| (Avril 1965 - Aout 1965)        | - John Mayall - chant/claviers/harmonica/guitare - Eric Clapton - guitare - John McVie - basse - Hughie Flint - batterie | |
| (Aout 1965 - Novembre 1965)     | - John Mayall - chant/claviers/harmonica/guitare - Jeff Krobbett - guitare - Peter Green - guitare - John McVie - basse - Jack Bruce - basse - Hughie Flint - batterie | |
| (Novembre 1965 - Juillet 1966)  | - John Mayall - chant/claviers/harmonica/guitare - Eric Clapton - guitare - John McVie - basse - Hughie Flint - batterie | - Blues Breakers with Eric Clapton |
| (Juillet 1966 - Septembre 1966) | - John Mayall - chant/claviers/harmonica/guitare - Peter Green - guitare - John McVie - basse - Hughie Flint - batterie | |
| (Septembre 1966 - Avril 1967)   | - John Mayall - chant/claviers/harmonica/guitare - Peter Green - guitare - John McVie - basse - Aynsley Dunbar - batterie | - Raw Blues (sur 6 morceaux seulement) - A Hard Road |
| (Avril 1967 - Mai 1967)         | - John Mayall - chant/claviers/harmonica/guitare - Peter Green - guitare - John McVie - basse - Mickey Waller - batterie - Mick Fleetwood - batterie | |
| (Juin 1967 - Septembre 1967)    | - John Mayall - chant/claviers/harmonica/guitare - Mick Taylor - guitare - John McVie - basse - Keef Hartley - batterie - Chris Mercer - sax - Rip Kant - sax - Terry Edmonds - guitar | - Crusade |
| (Septembre 1967 - Avril 1968)   | - John Mayall - chant/claviers/harmonica/guitare - Mick Taylor - guitare - Paul Williams (en) - basse - Keith Tillman - basse - Andy Fraser - basse - Keef Hartley - batterie - Chris Mercer - sax - Henry Lowther - trompette - Dick Heckstall-Smith - sax                                                           | - The Blues Alone - The Diary of a Band, vol. 1 - The Diary of a Band, vol. 2 |
| (Avril 1968 - Aout 1968)        | - John Mayall - chant/claviers/harmonica/guitare - Mick Taylor - guitare - Tony Reeves - basse - Jon Hiseman - batterie - Chris Mercer - sax - Henry Lowther - trompette - Dick Heckstall-Smith - sax | - Bare Wires |
| (Aout 1968 - Mai 1969)          | - John Mayall - chant/claviers/harmonica/guitare - Mick Taylor - guitare - Steve Thompson - basse - Colin Allen - batterie | - Blues from Laurel Canyon |
| (Fin mai 1969 - Mai 1970)       | - John Mayall - chant/claviers/harmonica/guitare - Jon Mark - guitare - Harvey Mandel - guitare - Johnny Almond - sax - Steve Thompson - basse - Alex Dmochowski - basse - Larry Taylor - basse | - The Turning Point - Looking Back (1964-1967) - Empty Rooms |
| (Juillet 1970 - Septembre 1971) | - John Mayall - chant/claviers/harmonica/guitare - Gerry McGee - guitare - Jimmy McCulloch - guitare - Freddy Robinson - guitare - Keef Hartley - batterie - Paul Lagos - batterie - Don "Sugarcane" Harris - violon - Larry Taylor - basse - Ron Selico - basse - Blue Mitchell - trompette - Clifford Solomon - sax | - Usa Union - Back to the Roots |
| (Octobre 1971 - Août 1972)      | - John Mayall - chant/claviers/harmonica/guitare - Freddy Robinson - guitare - Blue Mitchell - trompette - Clifford Solomon - sax - Keef Hartley - batterie | - Thru the Years (1964-1968) - Memories |
| (Septembre 1972 - 1973)         | - John Mayall - chant/claviers/harmonica/guitare - Freddy Robinson - guitare - Blue Mitchell - trompette - Red Holloway - flute/saxe - Clifford Solomon - sax - Keef Hartley - batterie - Victor Gaskin - basse - Fred Jackson - sax - Charlie Owens - flute - Ernie Watts - sax                                      | - Jazz Blues Fusion |
| (1973 - 1975)                   | - John Mayall - chant/claviers/harmonica/guitare - Freddy Robinson - guitare - Blue Mitchell - trompette - Red Holloway - flute/saxe - Keef Hartley - batterie - Victor Gaskin - basse - Don "Sugarcane" Harris - violon                                                                                              | |
| (1975)                          | - John Mayall - chant/claviers/harmonica/guitare - Hightide Harris - basse/guitare - Red Holloway - flute/sax - Randy Resnick - guitare - Soko Richardson - batterie | |
| (1975-1976)                     | - John Mayall - chant/claviers/harmonica/guitare - Don "Sugarcane" Harris - violon - Larry Taylor - basse - Dee McKinnie - chant - Rick Vito - guitare - Jay Spell - claviers - Soko Richardson - batterie | |
| (1977)                          | - John Mayall - chant/claviers/harmonica/guitare - Larry Taylor - basse - Jay Spell - claviers - Red Holloway - flute/sax - Gary Rowles - guitare - Frank Wilson - batterie - Warren Bryant - percussion - Pepper Watkins - chant - Patty Smith - chant                                                               | |
| (1977 - 1978)                   | - John Mayall - chant/claviers/harmonica/guitare - James Quill Smith - guitare - Steve Thompson - basse - Soko Richardson - batterie | |
| (1979)                          | - John Mayall - chant/claviers/harmonica/guitare | |
| (1979 - 1980)                   | - John Mayall - chant/clavier/harmonica/guitare - James Quill Smith - guitare - Rick Vito - guitare - Chris Cameron - piano/clavecin - Christian Mostert - sax/flute - Angus Thomas - basse - Ruben Alvarez - batterie - Maggie Parker - chant                                                                        | |
| (1980 - 1981)                   | - John Mayall - chant/claviers/harmonica/guitare - James Quill Smith - guitare - Maggie Parker - chant - Kevin McCormick - basse - Soko Richardson - batterie | |
| (1981 - 1982)                   | - John Mayall - chant/claviers/harmonica/guitare - Don McMinn - guitare - Bobby Manuel - guitare - Jeff Davis - basse - Mike Gardner - batterie | |
| (1982)                          | - John Mayall - chant/claviers/harmonica/guitare - John McVie - basse - Mick Taylor - guitare - Colin Allen - batterie | |
| (1984 - 1985)                   | - John Mayall - chant/claviers/harmonica/guitare - Coco Montoya - guitare - Kal David - guitare - Willie McNeil - batterie - Walter Trout - guitare - Bobby Haynes- basse | |
| (1985 - 1990)                   | - John Mayall - chant/claviers/harmonica/guitare - Joe Yuele - batterie - Coco Montoya - guitare - Walter Trout - guitare - Bobby Haynes - basse | |
| (1990 - 1991)                   | - John Mayall - chant/claviers/harmonica/guitare - Joe Yuele - batterie - Coco Montoya - guitare - Freebo - basse | |
| (1991 - 1994)                   | - John Mayall - chant/claviers/harmonica/guitare - Joe Yuele - batterie - Coco Montoya - guitare - Rick Cortes - basse | |
| (1994 - 1995)                   | - John Mayall - chant/claviers/harmonica/guitare - Joe Yuele - batterie - Buddy Whittington - guitare - Rick Cortes - basse | |
| (1995 - 2000)                   | - John Mayall - chant/claviers/harmonica/guitare - Joe Yuele - batterie - Buddy Whittington - guitare - Greg Rzab - bass - Tom Canning - clavier | - Mort du violoniste Don "Sugarcane" Harris, le 30 novembre 1999 |
| (2000 - 2008)                   | - John Mayall - chant/claviers/harmonica/guitare - Joe Yuele - batterie - Buddy Whittington - guitare - Hank Van Sickle - basse | - Mort du batteur Soko Richardson, le 29 janvier 2004 - Mort du saxophoniste Clifford Solomon, le 21 juin 2004 - Mort du saxophoniste Dick Heckstall-Smith, le 17 décembre 2004 - Mort du batteur Micky Waller, le 6 mai 2008 - Mort du guitariste Roger Dean, le 3 août 2008 |
| (2009)                          | - John Mayall - chant/claviers/harmonica/guitare - Rocky Athas - guitare - Tom Canning - claviers - Greg Rzab - basse - Jay Davenport - batterie | - Mort du guitariste Davey Graham, le 15 décembre 2008 - Mort du guitariste Freddy Robinson, le 8 octobre 2009 - Mort du saxophoniste Johnny Almond, le 18 novembre 2009 |
| (2010 - )                       | - John Mayall - chant/claviers/harmonica/guitare - Rocky Athas - guitare - Greg Rzab - basse - Jay Davenport - batterie | |

## Discographie
Sous leur seul nom, c'est-à-dire sans Mayall, les Bluesbreakers n’ont publié que 4 titres, enregistrés le 16 février 1967 :
- Curly / Rubber Duck, single sorti en mars 1967 sous le nom The Bluesbreakers
- Greeny et Missing You, sortis à l'origine uniquement sur l'album Thru The Years de John Mayall

Les 4 titres se trouvent sur la réédition 2003 (avec 1 seul CD) de l'album A Hard Road de John Mayall